# Чиботару, Архип Иванович
Архип Иванович Чиботару (рум. Arhip Cibotaru; 20 февраля 1935, Кобыльня, Королевство Румыния — 4 января 2010, Кишинёв, Молдавия) — молдавский и советский писатель

, поэт, драматург, переводчик, редактор. Заслуженный работник культуры Молдавской ССР (1978). Заслуженный артист Молдавской ССР (1985). Лауреат Государственной премии Молдавской ССР (1982). Заслуженный гражданин Молдавии (1998).

## Биография
В 1957 году окончил Кишиневский государственный университет. В 1965 году — заместитель председателя, а в 1971 года — секретарь правления Союза писателей Молдавии. В 1971—1988 годах работал главным редактором журнала «Nistru» («Днестр»). В этот период времени в журнале были опубликованы знаменитые романы молдавской литературы прозаиков И. Друцэ, В.Бешлягэ, А. Бусуйок, В. Василаке, Л. Истрати.
Избирался депутатом Парламента Молдавии XIII созыва (1994—1998).

## Творчество
А. Чиботару принадлежит к среднему поколению поэтов Советской Молдавии, вступившему в литературу в конце 1950-х — начале 1960-х годов.
Дебютировал в 1952 году, первая опубликованная книга «Ecoul gliei» («Эхо земли») вышла в 1958 году.
Автор книг: «Distanţe» («Расстояния», 1964), «Trepte» («Ступени», 1970), «Spaţii» («Пространства», 1971), «Dans de toamnă» («Осенний танец», 1973), «Cîntec pentru tine» («Песнь для тебя», 1974), «Între lume şi cuvînt» («Между миром и словом», 1976), «Ferestre» («Окна», 1978), «Pe urmele dorului» («По следам грусти», 1980).
Внес большой вклад в развитие современной молдавской поэзии. А. Чиботару — драматург, гармонически сочетающий иронию и сатиру с лиризмом, фантастику с реальностью. Сборник комедий «Şase de dobă» («Шестерка бубен»), изданный в 1981 году раскрывает драматический талант автора.
Писал стихотворения для детей: «Din primăvară pînă-n iarnă» («С весны до зимы», 1959), «Nicolae Ţurcă prima treaptă urcă» («Николай Цуркэ на первую ступень взошёл», 1960).
Переводил поэзию классиков (А. Пушкин, Т. Шевченко, Р. Гамзатов, К. Чуковский, Д. Бедный, П. Элюар и др.).

## Избранные произведения

### Поэзия
- 1958: Ecoul gliei, поэма, Cartea Moldovenească;
- 1964: Distanțe, поэма, Cartea Moldovenească;
- 1970: Trepte, поэма, Cartea Moldovenească;
- 1971: Spații, поэма, Cartea Moldovenească;
- 1973: Dans de toamnă, поэма, Cartea Moldovenească;
- 1974: Cântec pentru tine, поэма, Cartea Moldovenească;
- 1976: Între lume și cuvânt, поэма, Cartea Moldovenească;
- 1978: Ferestre, поэма, Cartea Moldovenească;
- 1980: Pe urmele dorului, поэма, Literatura Artistică;
- 1986: Întoarce-mi primăvara, поэма, Literatura Artistică;
- 1987: Patru cuvinte, поэма, Literatura Artistică;
- 1990: Melodii nocturne, поэма, Hyperion;
- 1999: Ultimul Noe, поэма, Cartea Moldovei.

### Проза
- 1967: Umbra comorilor, роман-фельетор, Cartea Moldovenească;
- 1984: Scrieri alese (в 2 томах), Literatura Artistică;
- 2000: Inscripții pe Turnul Babel, Cartea Moldovei;
- 2007: Această dragoste,
- 2010: Pe timpul lui Teleucă.

### Пьесы
- 1981: Șase de dobă

## Награды
- Орден Республики (Молдавия) (1995)
- Орден «Трудовая слава» (Молдавия) (2000)
- Заслуженный работник культуры Молдавской ССР (1978)
- Заслуженный артист Молдавской ССР (1985)
- Государственная премия Молдавской ССР (1982)
- Лауреат Республиканской премии комсомола имени Бориса Главана (1970).
- Заслуженный гражданин Молдавии (1998).